# Bia Tiger

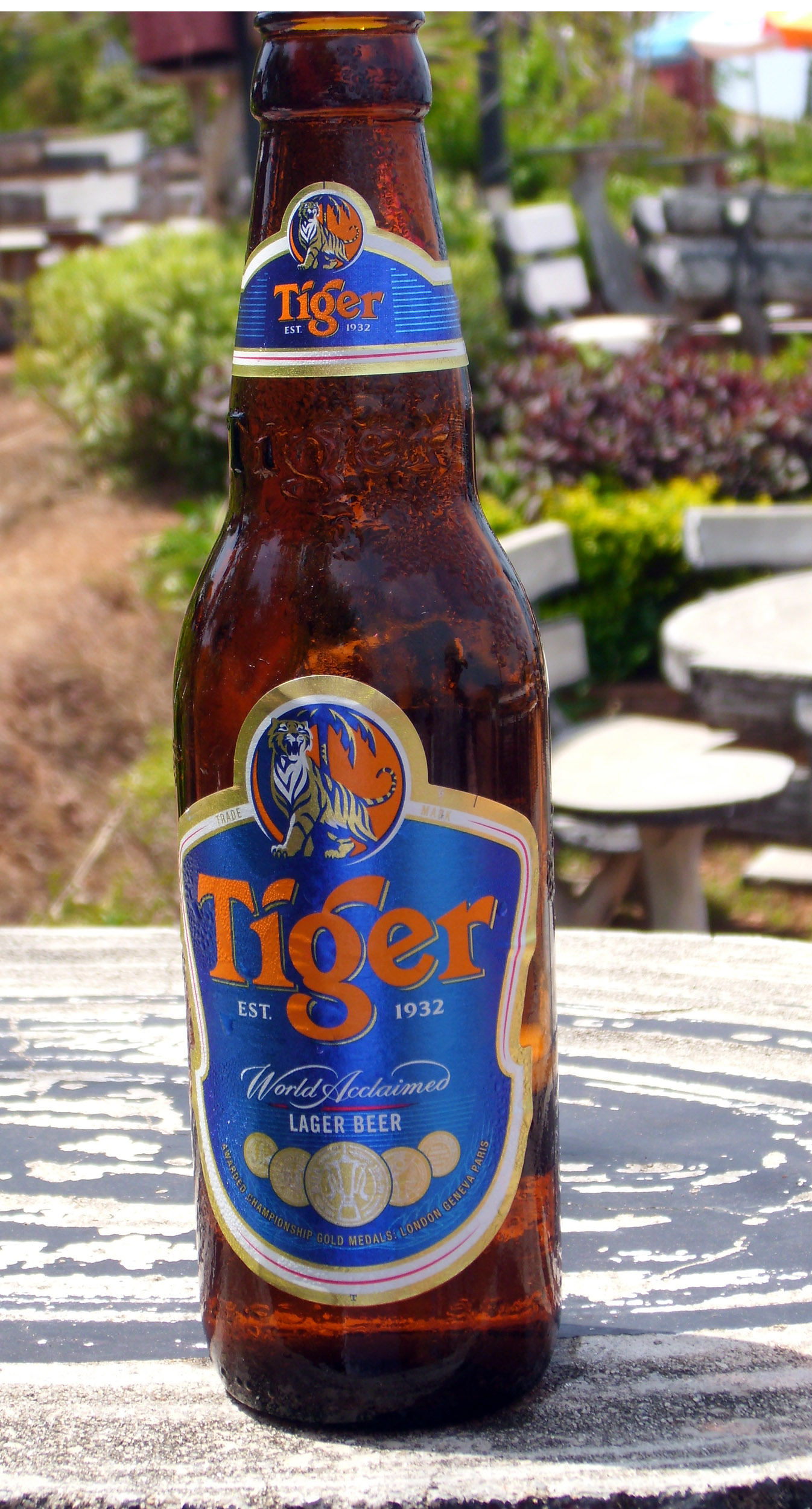
Bia Tiger chai 330ml

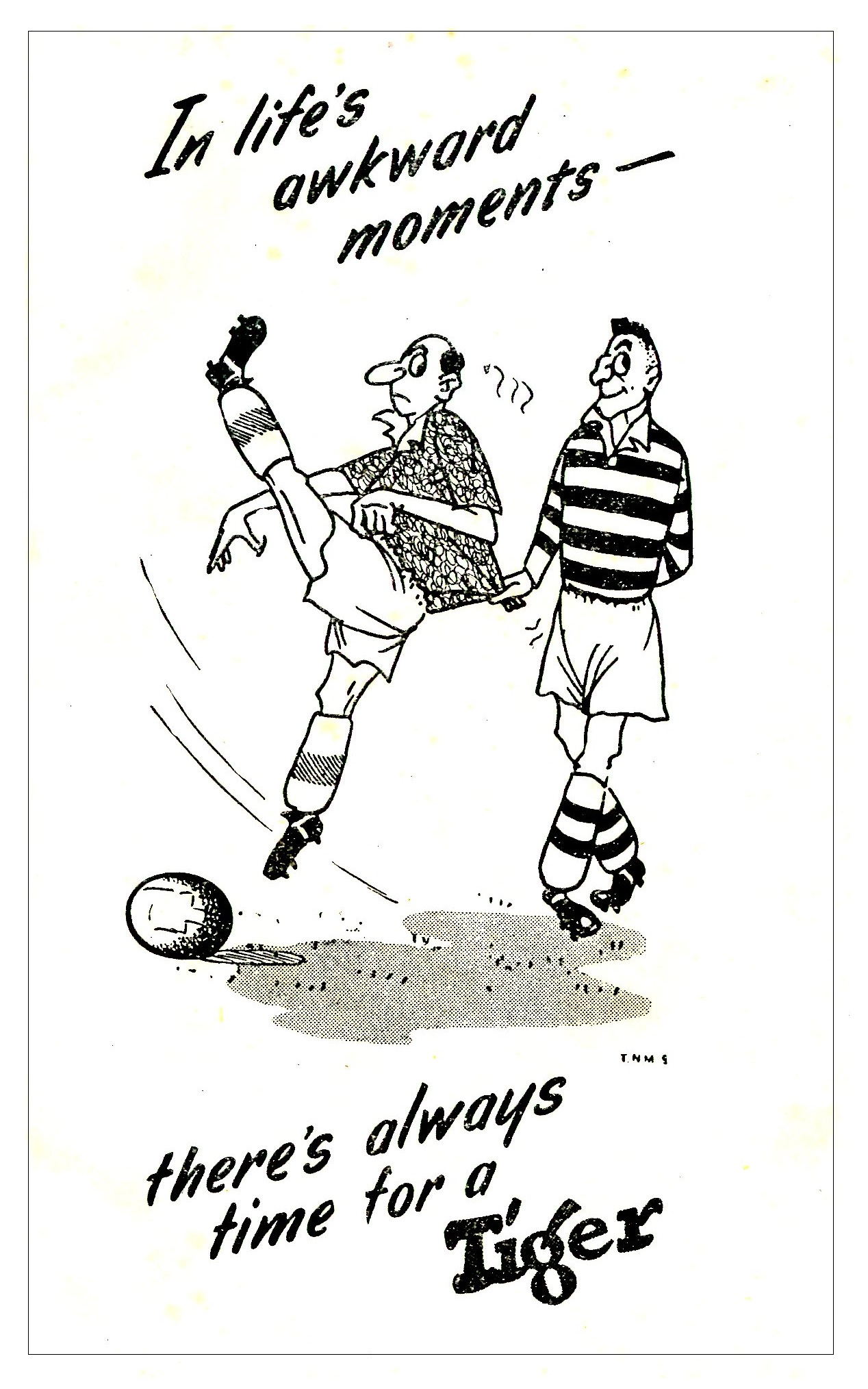
Quảng cáo cho Tiger Beer trong cẩm nang của Hiệp hội bóng đá nghiệp dư Singapore năm 1952

Tiger Beer là thương hiệu bia của Singapore ra mắt lần đầu tiên vào năm 1932. Bia hiện được sản xuất bởi Heineken Châu Á Thái Bình Dương, tiền thân là Nhà máy bia Châu Á Thái Bình Dương. Công ty là liên doanh giữa Heineken N.V. và công ty thực phẩm và đồ uống đa quốc gia của Singapore Fraser and Neave.